# Juan Campanus
Juan Campanus (Maaseik, 1500 - 1574) fue un reformador religioso anabaptista flamenco.  Fue estudiante de Lutero en Wittenberg (Alemania). Rompió con los luteranos por cuestiones como la Eucaristía y la Trinidad, de las que trató en su libro:  De Operibus Dei (Sobre las obras de Dios) escrito en 1531, en el que afirmaba que los sacramentos de la Iglesia, como el de la transustanciación, eran simbólicos. Coincidió con Miguel Servet en Estrasburgo. Según el profesor Ángel Alcalá pudo ser una de las influencias que tuvo Servet para escribir su Christianismi Restitutio.
En su Carta autobiográfica a Johann Campanus (1531), una epístola pública latina, Sebastian Franck exhortaba a Campanus a mantener la libertad de pensamiento frente a la acusación de herejía.
Como predicador, Campanus conocía al profeta anabaptista Melchior Hoffman (c.1495-1543), quien había elaborado un punto de vista zuingliano de la Eucaristía. En un coloquio de los predicadores en Flensburg el 8 de abril de 1529, Hoffman, Campanus y otros se pusieron a la defensiva. Hoffman mantiene (en contra de la "magia" de la interpretación luterana) que la función de la Eucaristía, como la de la predicación, no es más que un llamamiento para la unión espiritual con Cristo. 